# Três Dias sem Deus
Três Dias sem Deus é um filme português do género drama, realizado e escrito por Bárbara Virgínia, Raul Faria da Fonseca e Fernando Teixeira, e adaptado da obra Mundo Perdido de Gentil Marques. Estreou-se em Portugal a 30 de agosto de 1946 e foi exibido no Festival de Cannes a 5 de outubro do mesmo ano, sob o título de Trois jours sans Dieu.

## Elenco
- Alfredo Ruas como Vicente, o pai
- Álvaro Rocha Pires como Pedro
- António Marques como João
- António Sacramento como médico
- Bárbara Virgínia como Lídia
- Casimiro Rodrigues como Januário
- Elvira Velez como Bernarda, a feiticeira
- João Perry como Paulo Belforte
- Joaquim Miranda como Tadeu, o carroceiro
- Jorge Gentil como Padre Alberto
- Laura Fernandes como Beatriz, a criada da escola
- Linda Rosa como Isabel Belforte
- Manuel Mariano como Joaquim
- Maria Clementina como Teresa, a criada do castelo